# Entscheid
Der Entscheid ist im schweizerischen Recht die Entscheidung der zuständigen Behörde über einen bestimmten strittigen Sachverhalt. Ein Entscheid ergeht sowohl im Einspracheverfahren als auch im Gerichtsverfahren.